# Pont de Paringa
Le pont de Paringa, du nom de la commune éponyme, est situé à 261 km au Nord-Est de Adélaïde sur le fleuve Murray, dans le sud de l'Australie.

## Description
Le pont de Paringa est l'un des quatre ponts traversant le Murray et praticable pour les camions de fort tonnage (B-Double Trucks). Il fait partie de la Sturt Highway.
L'ouvrage métallique dispose d'une travée mobile pouvant être levée afin de laisser passer les bateaux à roues à aubes ainsi que les bateaux-maisons. Il relie les villes de Paringa et Renmark. Les deux voies routières encadrent une ancienne voie ferroviaire centrale, réservée aujourd'hui aux piétons et cyclistes.

## Historique
L'ouvrage a été édifié à l'occasion de l'extension de la ligne ferroviaire de Paringa vers Renmark. À l'origine, il était voué à la circulation routière et ferroviaire. Il a été ouvert à la circulation le 31 janvier 1927. En 2008, le pont a connu d'importants travaux de rénovation.